# Colline Factory
La colline Factory, en anglais Factory Hill, littéralement en français « colline de l'usine », est un sommet montagneux situé dans le parc national de Yellowstone, dans le comté de Teton au Wyoming aux États-Unis. Il culmine à une altitude de 2 926 m. Il se situe au nord du mont Sheridan et à l'ouest de la zone de geysers du lac Heart.
Le sommet était initialement nommé Red Mountain par les expéditions de Ferdinand Vandeveer Hayden. Ce nom a par la suite été donné à la chaîne montagneuse dans laquelle il se trouve (Red Mountains). C'est en 1885 que le Hague Geological Survey lui donne son nom actuel en raison de la vapeur s'échappant des nombreuses sources chaudes du Heart Lake Geyser Basin (situé entre leur campement et la colline Factory) qui rappellent une ville industrielle en activité (factory signifiant « usine »),.